# Pedro II (Piauí)
Pour les articles homonymes, voir Pedro II.
Pedro II est une ville brésilienne du centre-nord de l'État du Piauí. Sa population était estimée à 37 580 habitants en 2006. La municipalité s'étend sur 1 518 km2.

## Maires

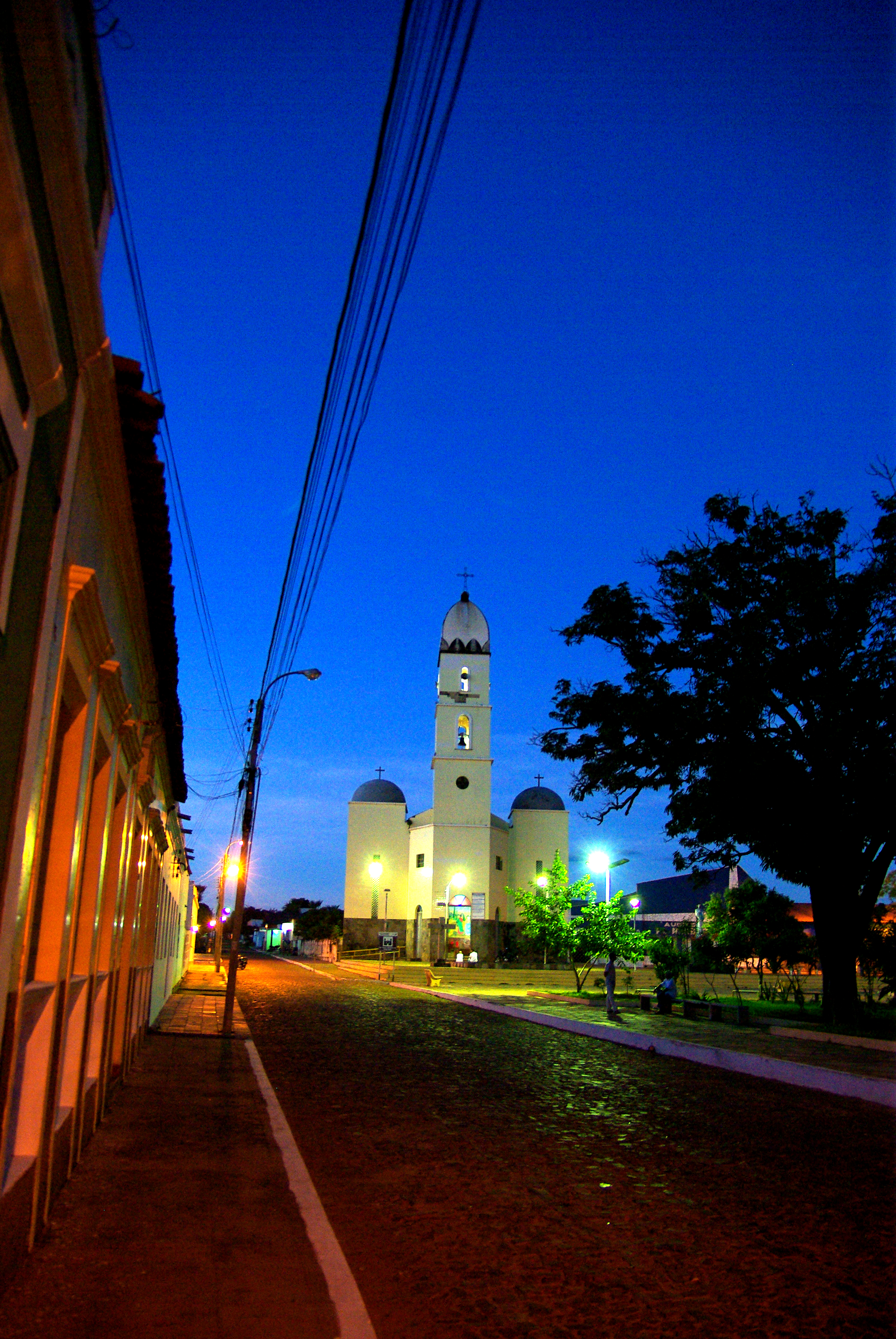
Vue de Pedro II

| Période | Période | Identité                    | Étiquette | Qualité |
| ------- | ------- | --------------------------- | --------- | ------- |
| 2005    | 2012    | Alvimar Oliveira de Andrade | PDT       |         |